# SN 2000dq
SN 2000dq – supernowa typu II odkryta 1 października 2000 roku w galaktyce M+00-06-43. W momencie odkrycia miała maksymalną jasność 18,50m.